# Frankfurter Wachensturm

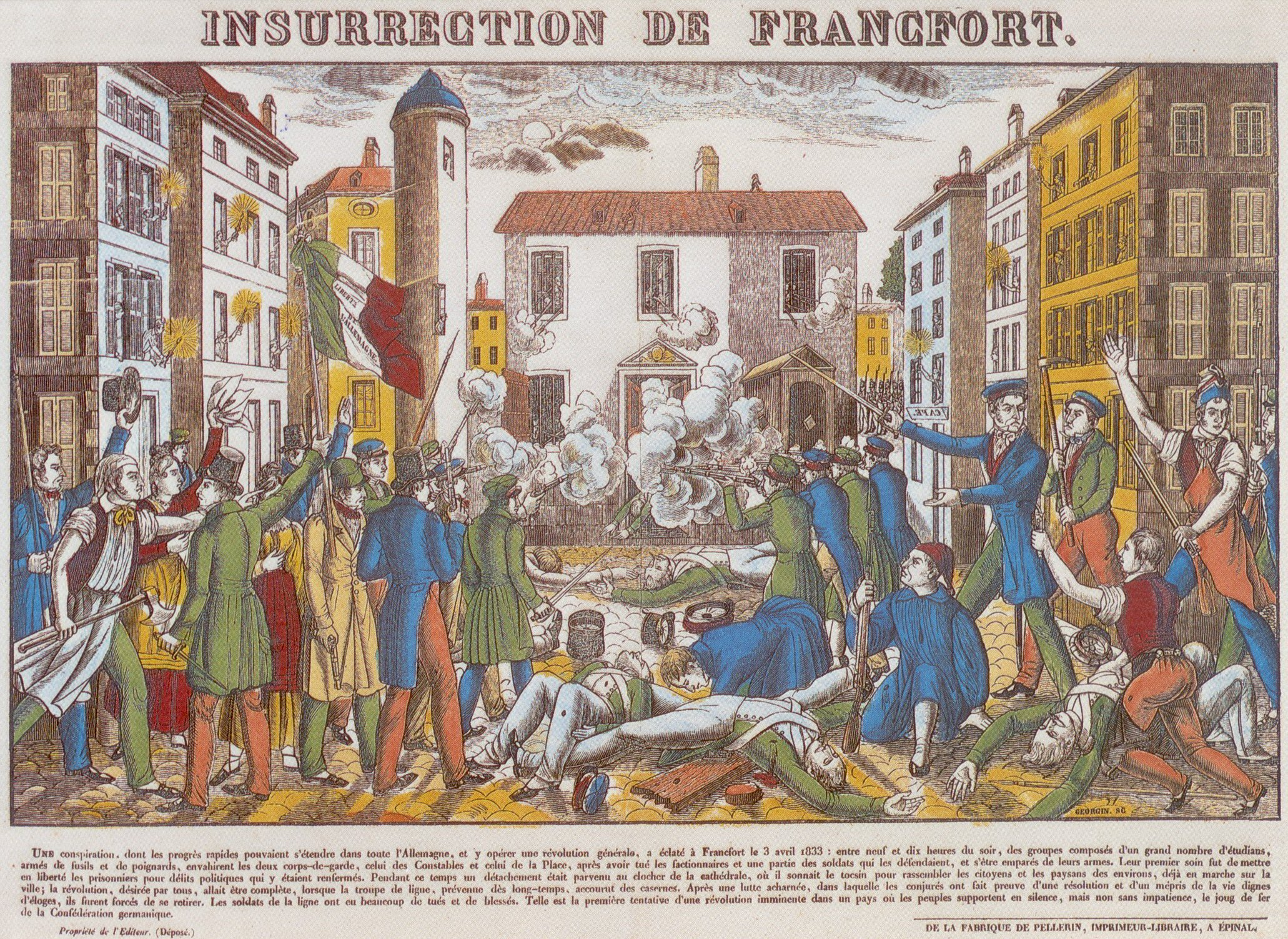
Ilustração contemporânea da Wachensturm

A Frankfurter Wachensturm (em alemão: carga da guarda nacional de Frankfurt) em 3 de Abril de 1833 foi uma tentativa falhada de iniciar uma revolução na Alemanha.

## Acontecimentos
Cerca de 50 estudantes atacaram os soldados e as esquadras da polícia de Frankfurt de Hauptwache e Konstablerwache para obter o controlo do tesouro da Confederação Germânica, e iniciar uma revolução em todos os estados alemães. O ataque fracassou pois a polícia tinha informações sobre a intenção e, facilmente, dominou os atacantes.
O ataques foi organizado por estudantes, muitos deles da Burschenschaft, Gustav Körner e Gustav Bunsen, um professor e outros.

## Resultado
Depois do ataque falhado, pelo menos sete dos envolvidos, Gustav Körner, George Bunsen, Gustav Bunsen, Henry Abend, Theodore Engleman e Adolph Berchelman, fugiram para Belleville, Illinois. Mais tarde, Gustav Koerner chegaria a Governador de Illinois. Gustav Bunsen morreu ao serviço de Sam Houston no Texas, e George Bunsen tornou-se superintendente de escolas schools no St. Clair, Illinois.
Este grupo dos revolucionários de 1830, chamado na Alemanhathus por o Dreissiger, foram os precursores dos "Forty-Eighters", que tiveram que emigrar no seguimento das Revoluções de 1848.

### Em alemão
- Foerster, Cornelia: Der Preß- und Vaterlandsverein von 1832/33. Sozialstruktur und Organisationsformen der bürgerlichen Bewegung in der Zeit des Hambacher Festes, Trier 1982 (= Trierer historische Forschungen, Bd. 3).
- Gerber, Harry: Der Frankfurter Wachensturm vom 3. April 1833. Neue Beiträge zu seinem Verlauf und seiner behördlichen Untersuchung, in: Paul Wentzcke (Hg.): Quellen und Darstellungen zur Geschichte der Burschenschaft und der deutschen Einheitsbewegung, Bd. 14, Berlin 1934, S. 171-212.
- Heer, Georg: Geschichte der Deutschen Burschenschaft, Bd. 2: Die Demagogenzeit 1820-1833, Heidelberg 1927, 2. Aufl. 1965 (= Quellen und Darstellungen zur Geschichte der Burschenschaft und der deutschen Einheitsbewegung, Bd. 10), S. 291-302.
- Jakob, Josef: Die Studentenverbindungen und ihr Verhältnis zu Staat und Gesellschaft an der Ludwigs-Maximilian-Universität Landshut/München von 1800 bis 1833, Diss. phil. Fernuniversität Hagen 2002, S. 179-181, 206-209, 211-217.
- Kaupp, Peter: „Bezüglich revolutionärer Umtriebe“. Burschenschafter im „Schwarzen Buch“ (1838). Ein Beitrag zur Sozialstruktur und zur Personengeschichte des deutschen Frühliberalismus, in: Horst Bernhardi, Ernst Wilhelm Wreden (Hg.): Jahresgabe der Gesellschaft für burschenschaftliche Geschichtsforschung 1980/81/82, o. O. (Bad Nauheim) 1981, S. 73-99.
- Kopf, Sabine: Studenten im deutschen Press- und Vaterlandsverein – Zum Verhältnis von Burschenschaften und nichtstudentischer bürgerlicher Opposition 1832/33, in: Helmut Asmus (Hg.): Studentische Burschenschaften und bürgerliche Umwälzung. Zum 175. Jahrestag des Wartburgfestes, Berlin 1992, S. 185-196.
- Leininger, Franz, Herman Haupt: Zur Geschichte des Frankfurter Attentats, in: Herman Haupt (Hg.): Quellen und Darstellungen zur Geschichte der Burschenschaft und der deutschen Einheitsbewegung, Bd. 5, Heidelberg 1920, S. 133-148.
- Lönnecker, Harald: „Unzufriedenheit mit den bestehenden Regierungen unter dem Volke zu verbreiten“. Politische Lieder der Burschenschaften aus der Zeit zwischen 1820 und 1850, in: Max Matter, Nils Grosch (Hg.): Lied und populäre Kultur. Song and Popular Culture, Münster, New York, München, Berlin 2004 (= Jahrbuch des Deutschen Volksliedarchivs Freiburg i. Br., Bd. 48/2003), S. 85-131.
- Polster, Georg: Politische Studentenbewegung und bürgerliche Gesellschaft. Die Würzburger Burschenschaft im Kräftefeld von Staat, Universität und Stadt 1814-1850, Heidelberg 1989 (= Darstellungen und Quellen zur Geschichte der deutschen Einheitsbewegung im neunzehnten und zwanzigsten Jahrhundert, Bd. 13), S. 192 f., 198-203, 207-214, 229 f., 247-259.
- Roeseling, Severin: Burschenehre und Bürgerrecht. Die Geschichte der Heidelberger Burschenschaft von 1824 bis 1834, Heidelberg 1999 (= Heidelberger Abhandlungen zur mittleren und neueren Geschichte, Bd. 12), S. 150-235, 244-289, 296-312, 315-321, 324-329.

### Em inglês
- Rudolph L. Biesele, The History of the German Settlements in Texas, 1831-1861 (Austin: Von Boeckmann-Jones, 1930; rpt. 1964).
- William Goetzmann, ed., The American Hegelians: An Intellectual Episode in the History of Western America (New York: Knopf, 1973).
- Minetta Altgelt Goyne, A Life among the Texas Flora: Ferdinand Lindheimer's Letters to George Engelmann (College Station: Texas A&M University Press, 1991).
- Glen E. Lich and Dona B. Reeves, eds., German Culture in Texas (Boston: Twayne, 1980).
- Carl Wittke, Refugees of Revolution: The German Forty-Eighters in America (Philadelphia: University of Pennsylvania Press, 1952).